# Serbia Blanca

Territorio tradicional de la Sorabia.

Serbia Blanca, conocida también como Sorabia o Sorbia (en sorabo: Sorabija o Serby; en alto sorabo: Serbja) es un territorio habitado por el pueblo eslavo de los sorabianos. Actualmente corresponde en gran medida a la Lusacia (Lužička o en bajosorbio: Łužyca; y en altosorbio: Łužica; en checo: Lužice; en polaco: Łużyce), repartida entre Alemania y Polonia.
Corresponde históricamente al este del actual estado federado alemán de Sajonia y al sudeste del de Brandeburgo y partes occidentales de los voivodatos polacos de Baja Silesia, Lebus, Děčín y Česká Lípa.Tiene aproximadamente 7.561 km².

## Historia

Los territorios sorbios sometidos a Dervan en el siglo, con las fronteras y ciudades modernas.

El territorio fue poblado por pueblos eslavos occidentales a partir del siglo v, cuando había quedado prácticamente despoblado por los germanos (vándalos, godos y lombardos), que habían emigrado masivamente hacia el oeste al invadir el Imperio romano. En torno al siglo ix, el territorio de los eslavos sorabos se encontraba nuevamente dominado por los germanos, en particular desde tiempos del Imperio otónida y la marca y ducado de Meissen. Paulatinamente, los pueblos llamados por los alemanes «wendos» —por ejemplo: los vagrios, obodritas, milcenos, polabos y pomeranios— fueron transculturados y alemanizados; únicamente los sorabos han logrado mantener su idioma y, con este, algo de su identidad étnica en torno a la ciudad de Budyšin (en alemán: Bautzen), aunque los nacionalistas sorabos han reivindicado como parte de su territorio el área de Leipzig (en sorabo: Lipsk). En esa ciudad se constituyó el 10 de septiembre de 1716 la sociedad estudiantil universitaria llamada Sorabija.
Al finalizar la Primera Guerra Mundial, la Sorabia fue reclamada por Checoslovaquia, mientras el 1 de enero de 1919 se proclamaba una efímera República de Sorabia-Lusacia. Después de finalizada la Segunda Guerra Mundial (1939-1945), la nueva frontera de Polonia con la República Democrática Alemana (RDA) puso en contacto al Estado eslavo de Polonia con la Sorabia; no obstante, esta se mantuvo como parte de la RDA, siendo en esa época un área cultural especial ubicada en la Alta Lusacia, si bien no formaba parte de una división política definida. Al producirse la reunificación alemana, la Sorabia ha pasado a ser parte del Estado alemán actual.

## Principales localidades
Primero el nombre en alemán, luego en sorabio:
- Cottbus/Chóśebuz
- Guben/Gubin
- Luckau/Łukow
- Finsterwalde/Grabin
- Senftenberg/Zły Komorow/
- Spremberg/Grodk
- Bad Muskau/Mužakow
- Görlitz/Zhorjelc

## Fisiografía
El sur de la Sorabia limita con la cordillera de los Cárpatos en el segmento llamado localmente Montes Lusacios (Lausitzer Gebirge/Lužické hory), donde las alturas máximas llegan a 793 m s. n. m., aunque las laderas se extienden rápidamente hacia el norte en forma de llanuras, donde abundan pequeños lagos y bosques de hayas, robles, abedules y abetos.

## Etnografía

Bandera de los sorabos.

Los sórabos se llaman a sí mismos Serbja (alto sorbio) o Serby (bajo sorbio), a sus tierras Serby, y el adjetivo correspondiente es serbski. Estas formas son análogas a las serbias Srbi, Srbija y srpski; es decir, estos pueblos se denominan a sí mismos con el mismo nombre. De hecho, en otros idiomas eslavos, como el serbocroata o el esloveno, no hay diferencia entre ambas denominaciones, por lo cual recurren al término lužički Srbi ('serbios lusacianos').
Los idiomas sorbios guardan una notable similitud con el checo, el eslovaco y el polaco, asimismo pertenecientes al grupo occidental de las lenguas eslavas.
La totalidad de la población que habla el sorabo como lengua materna también habla fluidamente el alemán, al menos desde fines del siglo xix. En el 2001 se consideraba que entre 40 000 a 20 000 personas hablaban el sorabo o sorbio, correspondiendo 17 000 al alto sorabo u hornjoserbsce.

### Medios de comunicación
- Serbske Nowiny SN en la Red
- Radio de alto sorbio en la MDR
- Televisión de alto sorbio en la MDR
- Radio baja sorbia en RBB Archivado el 9 de diciembre de 2004 en Wayback Machine.
- Televisión baja sorbia en RBB Archivado el 28 de octubre de 2004 en Wayback Machine.
- Una revista sorbia en línea: Runjewonline
- Un programa del canal alemán 3Sat sobre el futuro de los idiomas sorbios en Alemania